# Agbéyomé Messan Kodjo

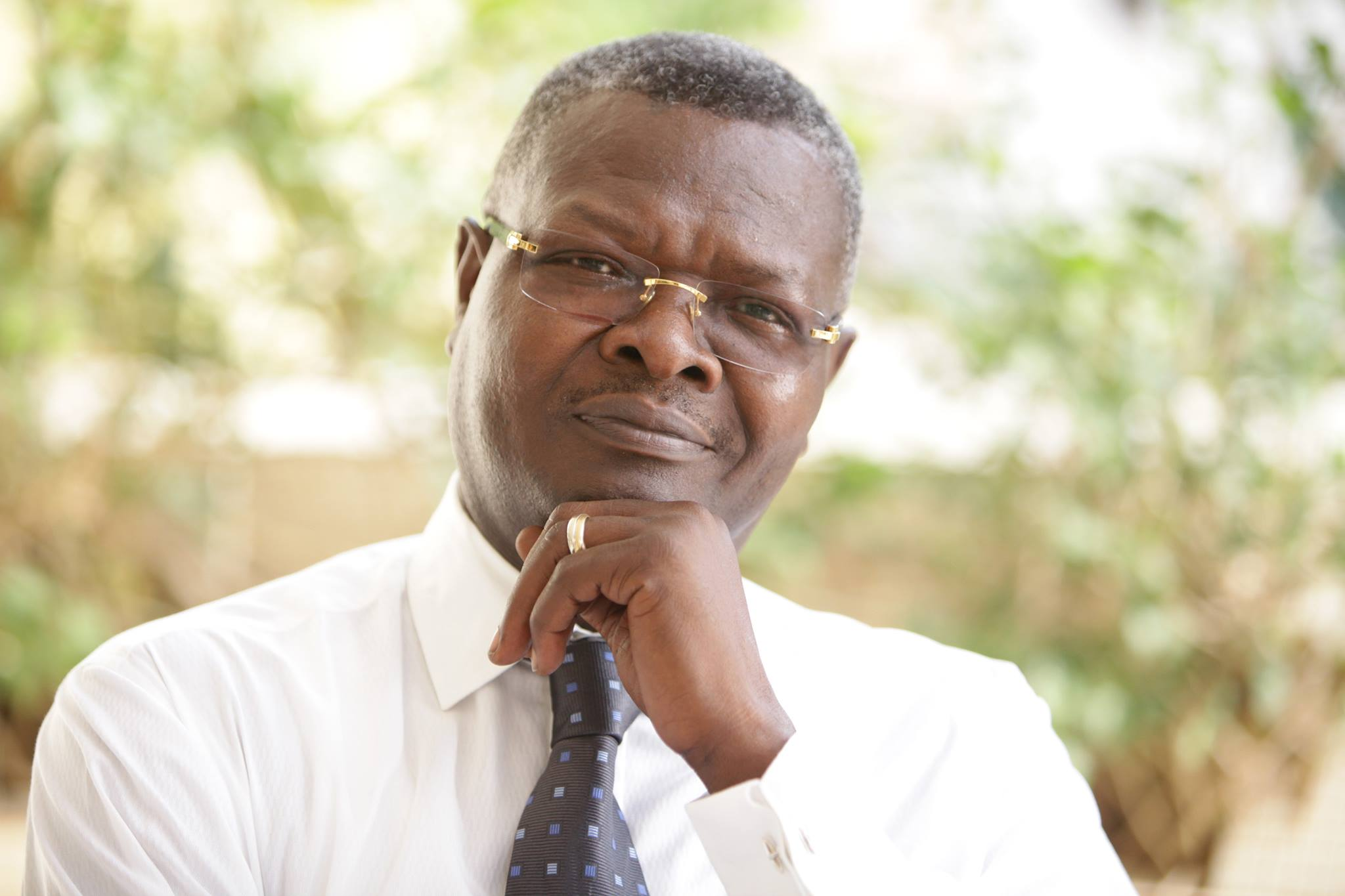
Agbéyomé Messan Kodjo (2019)

(Gabriël) Agbéyomé Messan Kodjo (Tokpli, 12 oktober 1954 –  Parijs, 3 maart 2024) was een Togolees politicus.
Agbéyomé Kodjo was van 1999 tot 2000 voorzitter van het parlement (Nationale Assemblée). Op 31 augustus 2000 werd hij premier van Togo. Na verloop van tijd begon Kodjo kritiek uit te oefenen op de Togolese president Gnassingbé Eyadéma. In 2002 steunde hij Dahuku Pere, een partijbons binnen de regeringspartij RPT die opriep op tot democratische hervormingen. Kodjo was het enige lid van het Centrale Comité van de PRT (Rassemblement du Peuple) die weigerde een brief te ondertekenen waarin Pere werd veroordeeld om zijn uitlatingen. Op 27 juni 2002 trad Kodjo af en vluchtte naar Frankrijk. Voor zijn vertrek liet hij een 14 pagina's tellende brief achter waarin hij Eyadéma omschreef als een "monarchaal despoot." 
Agbéyomé Kodjo stierf op 3 maart 2024 na een kort ziekbed.
- Gemeinsame Normdatei: 1154452883
- Virtual International Authority File: 4293152139987611100006
- WorldCat: E39PBJvMDfYf6Bhxt8BMFwqRKd